# 瓊塔科略山 (塔拉塔區)
17°26′10″S 69°51′12″W / 17.43611°S 69.85333°W

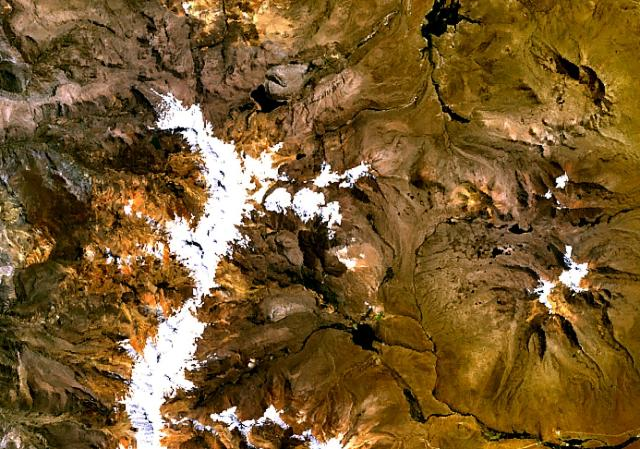

瓊塔科略山（Chontacollo），是秘魯的山峰，位於該國南部塔克納大區，由塔拉塔省的塔拉塔區負責管轄，屬於安地斯山脈的一部分，海拔高度5,300米。